# Миодраг Ђурђић
Миодраг „Миша“ Ђурђић (1941—20. фебруар 1998) је био српски стрипски аутор.
Дебитовао је 1959. стриповима „Гледај сада изненада“ и „Узбуна о породица Страдић“ у листовима Дечје новине и Насмејане новине. Најпознатија дела су му засебне приче у едицији „Никад робом“: Немирно море, Заточеник и орлови, Пожар на памучном пољу и Гвоздена круна.
Сценарије су му писали М. Констандинов, Добрица Ерић и Милорад Јанковић.
Био је члан УЛУПУДС-а. Освојио је 1997. године трећу награду на Конкурсу за позоришни стрип.